# Liste der denkmalgeschützten Objekte in Topoľčany
Die Liste der denkmalgeschützten Objekte in Topoľčany enthält die 74 nach slowakischen Denkmalschutzvorschriften geschützten Objekte in der Gemeinde Topoľčany im Okres Topoľčany.

## Denkmäler
| Foto |                 | Denkmal / č. ÚZPF                               | Standort / Konskr. Nr.                                       | Offizielle Beschreibung                              | Beschreibung                                                        | Metadaten                                                                       |
| ---- | --------------- | ----------------------------------------------- | ------------------------------------------------------------ | ---------------------------------------------------- | ------------------------------------------------------------------- | ------------------------------------------------------------------------------- |
| ja   | Datei hochladen | Denkmal(sk) ObjektID: 406-253/0                 | 17.novembra ul. Standort KG: Topoľčany Konskr.Nr.:           | padlí partizáni;pylón so súsoším                     | für die gefallenen Partisanen, Pylon mit einer Statuengruppe        | č. NKP: 406-253/0 Stand des NKP: 2012-02-08 Name: POMNÍK                        |
| BW   | Datei hochladen | Wohnhaus(sk) ObjektID: 406-11832/0              | Pribinova ul. 72 Standort KG: Topoľčany Konskr.Nr.: 72       | chodbový,nárožný - Dom politických strán             |                                                                     | č. NKP: 406-11832/0 Stand des NKP: 2012-03-21 Name: DOM BYTOVÝ                  |
| BW   | Datei hochladen | Gedenkvilla(sk) ObjektID: 406-2190/1            | Čsl.armády ul. 28 Standort KG: Topoľčany Konskr.Nr.: 307     | mučiareň gestapa;mestská knižnica                    | Gestapo-Folterkammer, Öffentliche Bibliothek                        | č. NKP: 406-2190/1 Stand des NKP: 2012-02-08 Name: VILA PAMÄTNÁ                 |
| BW   | Datei hochladen | Gedenktafel(sk) ObjektID: 406-2190/2            | Čsl.armády ul. 28 Standort KG: Topoľčany Konskr.Nr.: 307     | SNP-umučení;                                         | für die Gefolterten des Nationalaufstandes                          | č. NKP: 406-2190/2 Stand des NKP: 2012-02-08 Name: TABUĽA PAMÄTNÁ               |
| BW   | Datei hochladen | Villa(sk) ObjektID: 406-10680/0                 | Čsl.armády ul. 36 Standort KG: Topoľčany Konskr.Nr.:         | vila Dvorskej                                        | Villa Dvorskej                                                      | č. NKP: 406-10680/0 Stand des NKP: 2012-02-08 Name: VILA                        |
| BW   | Datei hochladen | Villa(sk) ObjektID: 406-10699/0                 | Hollého ul. 5 Standort KG: Topoľčany Konskr.Nr.: 667         | solitér;Lekáreň                                      | Apotheke                                                            | č. NKP: 406-10699/0 Stand des NKP: 2012-02-08 Name: VILA                        |
| BW   | Datei hochladen | Friedhof(sk) ObjektID: 406-254/1                | Krušovská ul. 81 Standort KG: Topoľčany Konskr.Nr.: 115      | mestský;Starý cintorín                               | alter städtischer Friedhof                                          | č. NKP: 406-254/1 Stand des NKP: 2012-02-08 Name: CINTORÍN                      |
| BW   | Datei hochladen | Umfassungsmauer mit Tor(sk) ObjektID: 406-254/2 | Krušovská ul. 81 Standort KG: Topoľčany Konskr.Nr.: 115      | tehla;hlavná brána                                   | das Haupttor                                                        | č. NKP: 406-254/2 Stand des NKP: 2012-02-08 Name: MÚR OHRADNÝ S BRÁNOU          |
| ja   | Datei hochladen | Kapelle(sk) ObjektID: 406-254/3                 | Krušovská ul. 81 Standort KG: Topoľčany Konskr.Nr.: 115      | kópia pôv.prícest.kaplnky                            | Kopie der orig. Straßenrandkapelle                                  | č. NKP: 406-254/3 Stand des NKP: 2012-02-08 Name: KAPLNKA                       |
| BW   | Datei hochladen | Grabstein mit Statue(sk) ObjektID: 406-254/4    | Krušovská ul. 81 Standort KG: Topoľčany Konskr.Nr.: 115      | kameň;Blasche Ferko                                  | des Ferko Blasche, Stein                                            | č. NKP: 406-254/4 Stand des NKP: 2012-02-08 Name: NÁHROBNÍK SO SOCHOU           |
|      | Datei hochladen | Grabstein(sk) ObjektID: 406-254/5               | Krušovská ul. 81 KG: Topoľčany Konskr.Nr.: 115               | kameň;Pacsissová Anna                                | der Anna Pacsissová, Stein                                          | č. NKP: 406-254/5 Stand des NKP: 2012-02-08 Name: NÁHROBNÍK                     |
|      | Datei hochladen | Grabstein(sk) ObjektID: 406-254/6               | Krušovská ul. 81 KG: Topoľčany Konskr.Nr.: 115               | kameň;Fridecká Vilma                                 | der Vilma Fridecká, Stein                                           | č. NKP: 406-254/6 Stand des NKP: 2012-02-08 Name: NÁHROBNÍK                     |
|      | Datei hochladen | Grabstein(sk) ObjektID: 406-254/7               | Krušovská ul. 81 KG: Topoľčany Konskr.Nr.: 115               | kameň;rod.Keviczkých                                 | der Familie Keviczkých, Stein                                       | č. NKP: 406-254/7 Stand des NKP: 2012-02-08 Name: NÁHROBNÍK                     |
|      | Datei hochladen | Grabstein(sk) ObjektID: 406-254/8               | Krušovská ul. 81 KG: Topoľčany Konskr.Nr.: 115               | kameň;rod.Krajcsovics                                | der Familie Krajcsovics, Stein                                      | č. NKP: 406-254/8 Stand des NKP: 2012-02-08 Name: NÁHROBNÍK                     |
| BW   | Datei hochladen | Allee(sk) ObjektID: 406-254/9                   | Krušovská ul. 81 Standort KG: Topoľčany Konskr.Nr.: 115      | aleje                                                |                                                                     | č. NKP: 406-254/9 Stand des NKP: 2012-02-08 Name: ALEJA                         |
|      | Datei hochladen | Denkmal(sk) ObjektID: 406-254/10                | Krušovská ul. 81 KG: Topoľčany Konskr.Nr.: 115               | padlí v II.sv.v.;pomník padlým v II.sv.v.            | für die Opfer der WK I + II                                         | č. NKP: 406-254/10 Stand des NKP: 2012-02-08 Name: POMNÍK                       |
| BW   | Datei hochladen | jüdischer Friedhof(sk) ObjektID: 406-10692/1    | Krušovská ul. 85 Standort KG: Topoľčany Konskr.Nr.: 114      |                                                      |                                                                     | č. NKP: 406-10692/1 Stand des NKP: 2012-02-08 Name: CINTORÍN ŽIDOVSKÝ           |
| BW   | Datei hochladen | Gebäudeeingang(sk) ObjektID: 406-10692/2        | Krušovská ul. 85 Standort KG: Topoľčany Konskr.Nr.: 114      | ciduk hadim,ceremon.hala                             | ?, zeremonielle Innenräume                                          | č. NKP: 406-10692/2 Stand des NKP: 2012-02-08 Name: BUDOVA VSTUPNÁ              |
| BW   | Datei hochladen | Umfassungsmauer(sk) ObjektID: 406-10692/3       | Krušovská ul. 85 Standort KG: Topoľčany Konskr.Nr.: 114      | tehla;                                               |                                                                     | č. NKP: 406-10692/3 Stand des NKP: 2012-02-08 Name: MÚR OHRADNÝ                 |
|      | Datei hochladen | Denkmal(sk) ObjektID: 406-10692/4               | Krušovská ul. 85 KG: Topoľčany Konskr.Nr.: 114               | popravení II.sv.v.;popravení v Nemčiciach            | für die deutschen (Un)Taten im WK II                                | č. NKP: 406-10692/4 Stand des NKP: 2012-02-08 Name: POMNÍK                      |
|      | Datei hochladen | Grabstein 1(sk) ObjektID: 406-10692/5           | Krušovská ul. 85 KG: Topoľčany Konskr.Nr.: 114               | kameň;Löwber Abrahám                                 | des Abrahám Löwber                                                  | č. NKP: 406-10692/5 Stand des NKP: 2012-02-08 Name: NÁHROBNÍK I                 |
|      | Datei hochladen | Grabstein 2(sk) ObjektID: 406-10692/6           | Krušovská ul. 85 KG: Topoľčany Konskr.Nr.: 114               | kameň;Löwber Abrahám Šalamún                         | des Abrahám Löwber Šalamún                                          | č. NKP: 406-10692/6 Stand des NKP: 2012-02-08 Name: NÁHROBNÍK II                |
|      | Datei hochladen | Grabstein 3(sk) ObjektID: 406-10692/7           | Krušovská ul. 85 KG: Topoľčany Konskr.Nr.: 114               | kameň;Sófer Jakob Šalom                              | des Jakob Šalom Sófer                                               | č. NKP: 406-10692/7 Stand des NKP: 2012-02-08 Name: NÁHROBNÍK III               |
|      | Datei hochladen | Grabstein 4(sk) ObjektID: 406-10692/8           | Krušovská ul. 85 KG: Topoľčany Konskr.Nr.: 114               | kameň;Dóf-Beer Issachar                              | des Issachar Dóf-Beer                                               | č. NKP: 406-10692/8 Stand des NKP: 2012-02-08 Name: NÁHROBNÍK IV                |
|      | Datei hochladen | Grabstein 5(sk) ObjektID: 406-10692/9           | Krušovská ul. 85 KG: Topoľčany Konskr.Nr.: 114               | kameň;Schreiber Eliezer                              | des Eliezer Schreiber                                               | č. NKP: 406-10692/9 Stand des NKP: 2012-02-08 Name: NÁHROBNÍK V                 |
|      | Datei hochladen | Grabstein 6(sk) ObjektID: 406-10692/10          | Krušovská ul. 85 KG: Topoľčany Konskr.Nr.: 114               | kameň;Marie Alexander                                | des Alexander Marie                                                 | č. NKP: 406-10692/10 Stand des NKP: 2012-02-08 Name: NÁHROBNÍK VI               |
|      | Datei hochladen | Grabstein 7(sk) ObjektID: 406-10692/11          | Krušovská ul. 85 KG: Topoľčany Konskr.Nr.: 114               | kameň;Sofer Zusman                                   | des Zusman Sofer                                                    | č. NKP: 406-10692/11 Stand des NKP: 2012-02-08 Name: NÁHROBNÍK VII              |
|      | Datei hochladen | Grabstein 8(sk) ObjektID: 406-10692/12          | Krušovská ul. 85 KG: Topoľčany Konskr.Nr.: 114               | kameň;Friedman Israel Chaim                          | des Israel Chaim Friedman                                           | č. NKP: 406-10692/12 Stand des NKP: 2012-02-08 Name: NÁHROBNÍK VIII             |
|      | Datei hochladen | Grab und Grabstein 9(sk) ObjektID: 406-10692/13 | Krušovská ul. 85 KG: Topoľčany Konskr.Nr.: 114               | kameň;Schlesinger Kalef Fajvel                       | des Kalef Fajvel Schlesinger                                        | č. NKP: 406-10692/13 Stand des NKP: 2012-02-08 Name: HROB S NÁHROBNÍKOM IX      |
|      | Datei hochladen | Grabstein 10(sk) ObjektID: 406-10692/14         | Krušovská ul. 85 KG: Topoľčany Konskr.Nr.: 114               | kameň;Zöff Benjamin                                  | des Benjamin Zöff                                                   | č. NKP: 406-10692/14 Stand des NKP: 2012-02-08 Name: NÁHROBNÍK X                |
|      | Datei hochladen | Grabstein 11(sk) ObjektID: 406-10692/15         | Krušovská ul. 85 KG: Topoľčany Konskr.Nr.: 114               | kameň;Priba Zöff                                     | der Priba Zöff                                                      | č. NKP: 406-10692/15 Stand des NKP: 2012-02-08 Name: NÁHROBNÍK XI               |
|      | Datei hochladen | Grabstein 12(sk) ObjektID: 406-10692/16         | Krušovská ul. 85 KG: Topoľčany Konskr.Nr.: 114               | kameň;Rela Weiss                                     | der Rela Weiss                                                      | č. NKP: 406-10692/16 Stand des NKP: 2012-02-08 Name: NÁHROBNÍK XII              |
|      | Datei hochladen | Grabstein 13(sk) ObjektID: 406-10692/17         | Krušovská ul. 85 KG: Topoľčany Konskr.Nr.: 114               | kameň;Weinmann Isaac                                 | des Isaac Weinmann                                                  | č. NKP: 406-10692/17 Stand des NKP: 2012-02-08 Name: NÁHROBNÍK XIII             |
| BW   | Datei hochladen | Villa(sk) ObjektID: 406-11002/0                 | Moyzesova ul. 3 Standort KG: Topoľčany Konskr.Nr.:           | nárožná,solitér;Mokrého vila                         | Einzelhaus auf Ecke, Villa Mokré                                    | č. NKP: 406-11002/0 Stand des NKP: 2012-02-08 Name: VILA                        |
| BW   | Datei hochladen | Krankenhaus(sk) ObjektID: 406-11466/1           | Pavlovova ul. 59 Standort KG: Topoľčany Konskr.Nr.: 4248     | chodbová,solitér;gynekológia                         | Gynäkologie                                                         | č. NKP: 406-11466/1 Stand des NKP: 2012-02-08 Name: NEMOCNICA                   |
|      | Datei hochladen | Kapelle(sk) ObjektID: 406-11466/2               | Pavlovova ul. 59 KG: Topoľčany Konskr.Nr.: 93                | r.k.sv.Kríža;vstupný objekt s kaplnkou               | römisch-katholische Kapelle zum heiligen Kreuz, Eingang mit Kapelle | č. NKP: 406-11466/2 Stand des NKP: 2012-02-08 Name: KAPLNKA                     |
|      | Datei hochladen | Umfassungsmauer(sk) ObjektID: 406-11466/3       | Pavlovova ul. 59 KG: Topoľčany Konskr.Nr.: 93                | ohradný múr pri kaplnke                              | der Kapelle                                                         | č. NKP: 406-11466/3 Stand des NKP: 2012-02-08 Name: MÚR OHRADNÝ                 |
|      | Datei hochladen | Verwaltungsgebäude(sk) ObjektID: 406-11466/4    | Pavlovova ul. 59 KG: Topoľčany Konskr.Nr.: 93                | solitér;mikrobiológia                                | Mikrobiologie                                                       | č. NKP: 406-11466/4 Stand des NKP: 2012-02-08 Name: BUDOVA ADMINISTRATÍVNA      |
|      | Datei hochladen | Wirtschaftsgebäude(sk) ObjektID: 406-11466/5    | Pavlovova ul. 59 KG: Topoľčany Konskr.Nr.: 93                | solitér;patológia                                    | Pathologie                                                          | č. NKP: 406-11466/5 Stand des NKP: 2012-02-08 Name: STAVBA HOSPODÁRSKA          |
|      | Datei hochladen | Pavillon(sk) ObjektID: 406-11466/6              | Pavlovova ul. 59 KG: Topoľčany Konskr.Nr.: 93                | infekčný;kožné oddelenie                             | Dermatologie                                                        | č. NKP: 406-11466/6 Stand des NKP: 2012-02-08 Name: PAVILÓN                     |
|      | Datei hochladen | Park(sk) ObjektID: 406-11466/7                  | Pavlovova ul. 59 KG: Topoľčany Konskr.Nr.: 93                |                                                      |                                                                     | č. NKP: 406-11466/7 Stand des NKP: 2012-02-08 Name: PARK                        |
| BW   | Datei hochladen | Villa(sk) ObjektID: 406-10679/1                 | Pílska ul. 3 Standort KG: Topoľčany Konskr.Nr.: 2002         | solitér;                                             |                                                                     | č. NKP: 406-10679/1 Stand des NKP: 2012-02-08 Name: VILA                        |
|      | Datei hochladen | Brunnen(sk) ObjektID: 406-10679/2               | Pílska ul. KG: Topoľčany Konskr.Nr.:                         | fontána s rybou,rakom,žabou,+                        | Brunnen mit Fisch, Krebsen und Frosch                               | č. NKP: 406-10679/2 Stand des NKP: 2012-02-08 Name: FONTÁNA                     |
|      | Datei hochladen | Kalvarienberg(sk) ObjektID: 406-2486/1          | Pod Kalváriou ul. KG: Topoľčany Konskr.Nr.:                  |                                                      |                                                                     | č. NKP: 406-2486/1 Stand des NKP: 2012-02-08 Name: KALVÁRIA                     |
| BW   | Datei hochladen | Kapelle(sk) ObjektID: 406-2486/2                | Pod Kalváriou ul. Standort KG: Topoľčany Konskr.Nr.:         | kapl.pre milodary,pokladnička                        | der Mildtätigkeit                                                   | č. NKP: 406-2486/2 Stand des NKP: 2012-02-08 Name: KAPLNKA                      |
| BW   | Datei hochladen | Kreuzwegkapelle 1(sk) ObjektID: 406-2486/3      | Pod Kalváriou ul. Standort KG: Topoľčany Konskr.Nr.:         | 1.zastavenie;Pilát odsudzuje Krista                  | 1. Station, Pilatus verurteilt Christus                             | č. NKP: 406-2486/3 Stand des NKP: 2012-02-08 Name: KAPLNKA KRÍŽOVEJ CESTY I     |
| BW   | Datei hochladen | Kreuzwegkapelle 2(sk) ObjektID: 406-2486/4      | Pod Kalváriou ul. Standort KG: Topoľčany Konskr.Nr.:         | 2.zastavenie;Kristus berie kríž                      | 2. Station, Christus nimmt das Kreuz                                | č. NKP: 406-2486/4 Stand des NKP: 2012-02-08 Name: KAPLNKA KRÍŽOVEJ CESTY II    |
| BW   | Datei hochladen | Kreuzwegkapelle 3(sk) ObjektID: 406-2486/5      | Pod Kalváriou ul. Standort KG: Topoľčany Konskr.Nr.:         | 3.zastavenie;1.pád Krista pod krížom                 | 3. Station, erster Sturz Christi unter dem Kreuz                    | č. NKP: 406-2486/5 Stand des NKP: 2012-02-08 Name: KAPLNKA KRÍŽOVEJ CESTY III   |
| BW   | Datei hochladen | Kreuzwegkapelle 4(sk) ObjektID: 406-2486/6      | Pod Kalváriou ul. Standort KG: Topoľčany Konskr.Nr.:         | 4.zastavenie;Stretnutie Krista s P.M.                | 4. Station, Begegnung Christi mit Maria                             | č. NKP: 406-2486/6 Stand des NKP: 2012-02-08 Name: KAPLNKA KRÍŽOVEJ CESTY IV    |
| BW   | Datei hochladen | Kreuzwegkapelle 5(sk) ObjektID: 406-2486/7      | Pod Kalváriou ul. Standort KG: Topoľčany Konskr.Nr.:         | 5.zastavenie;Šimon pomáha Kristovi                   | 5. Station, Simon hilft Christus                                    | č. NKP: 406-2486/7 Stand des NKP: 2012-02-08 Name: KAPLNKA KRÍŽOVEJ CESTY V     |
| BW   | Datei hochladen | Kreuzwegkapelle 6(sk) ObjektID: 406-2486/8      | Pod Kalváriou ul. Standort KG: Topoľčany Konskr.Nr.:         | 6.zastavenie;Kristus a Veronika                      | 6. Station, Christus und Veronika                                   | č. NKP: 406-2486/8 Stand des NKP: 2012-02-08 Name: KAPLNKA KRÍŽOVEJ CESTY VI    |
| BW   | Datei hochladen | Kapelle(sk) ObjektID: 406-2486/9                | Pod Kalváriou ul. Standort KG: Topoľčany Konskr.Nr.:         | r.k.P.M.Sedembolestnej;kaplnka P.M.Sedembolestnej    | römisch-katholische Kapelle Maria der sieben Schmerzen              | č. NKP: 406-2486/9 Stand des NKP: 2012-02-08 Name: KAPLNKA                      |
| BW   | Datei hochladen | Kreuzwegkapelle 7(sk) ObjektID: 406-2486/10     | Pod Kalváriou ul. Standort KG: Topoľčany Konskr.Nr.:         | 7.zastavenie;2.pád Krista pod krížom                 | 7. Station, zweiter Sturz Christi unter dem Kreuz                   | č. NKP: 406-2486/10 Stand des NKP: 2012-02-08 Name: KAPLNKA KRÍŽOVEJ CESTY VII  |
| BW   | Datei hochladen | Kreuzwegkapelle 8(sk) ObjektID: 406-2486/11     | Pod Kalváriou ul. Standort KG: Topoľčany Konskr.Nr.:         | 8.zastavenie;Kristus napomína plačúce ženy           | 8. Station, Christus ermuntert die weinenden Frauen                 | č. NKP: 406-2486/11 Stand des NKP: 2012-02-08 Name: KAPLNKA KRÍŽOVEJ CESTY VIII |
| BW   | Datei hochladen | Kreuzwegkapelle 9(sk) ObjektID: 406-2486/12     | Pod Kalváriou ul. Standort KG: Topoľčany Konskr.Nr.:         | 9.zastavenie;3.pád Krista pod krížom                 | 9. Station, dritter Sturz Christi unter dem Kreuz                   | č. NKP: 406-2486/12 Stand des NKP: 2012-02-08 Name: KAPLNKA KRÍŽOVEJ CESTY IX   |
| BW   | Datei hochladen | Kreuzwegkapelle 10(sk) ObjektID: 406-2486/13    | Pod Kalváriou ul. Standort KG: Topoľčany Konskr.Nr.:         | 10.zastavenie;Vyzliekanie Krista                     | 10. Station, Entkleiden Christi                                     | č. NKP: 406-2486/13 Stand des NKP: 2012-02-08 Name: KAPLNKA KRÍŽOVEJ CESTY X    |
| BW   | Datei hochladen | Kreuzwegkapelle 11(sk) ObjektID: 406-2486/14    | Pod Kalváriou ul. Standort KG: Topoľčany Konskr.Nr.:         | 11.zastavenie;Pribíjanie Krista na kríž              | 11. Station, Christus wird ans Kreuz geschlagen                     | č. NKP: 406-2486/14 Stand des NKP: 2012-02-08 Name: KAPLNKA KRÍŽOVEJ CESTY XI   |
| BW   | Datei hochladen | Kreuzwegkapelle 12(sk) ObjektID: 406-2486/15    | Pod Kalváriou ul. Standort KG: Topoľčany Konskr.Nr.:         | 12.zastavenie;Ukrižovanie Krista                     | 12. Station, Kreuzigung Christi                                     | č. NKP: 406-2486/15 Stand des NKP: 2012-02-08 Name: KAPLNKA KRÍŽOVEJ CESTY XII  |
| BW   | Datei hochladen | Kreuzwegkapelle 13(sk) ObjektID: 406-2486/16    | Pod Kalváriou ul. Standort KG: Topoľčany Konskr.Nr.:         | 13.zastavenie;Snímanie Krista z kríža                | 13. Station, Abnahme Christi vom Kreuz                              | č. NKP: 406-2486/16 Stand des NKP: 2012-02-08 Name: KAPLNKA KRÍŽOVEJ CESTY XIII |
| BW   | Datei hochladen | Kreuzwegkapelle 14(sk) ObjektID: 406-2486/17    | Pod Kalváriou ul. Standort KG: Topoľčany Konskr.Nr.:         | 14.zastavenie;Ukladanie Krista do hrobu              | 14. Station, Grablegung Christi                                     | č. NKP: 406-2486/17 Stand des NKP: 2012-02-08 Name: KAPLNKA KRÍŽOVEJ CESTY XIV. |
| BW   | Datei hochladen | Kapelle(sk) ObjektID: 406-2486/18               | Pod Kalváriou ul. Standort KG: Topoľčany Konskr.Nr.:         | kaplnka Ukrižovania,Piety                            | Kapelle der Kreuzigung, Pieta                                       | č. NKP: 406-2486/18 Stand des NKP: 2012-02-08 Name: KAPLNKA                     |
|      | Datei hochladen | Statue(sk) ObjektID: 406-2486/19                | Pod Kalváriou ul. KG: Topoľčany Konskr.Nr.:                  | Ukrižovaný;socha Krista na kríži                     | der Gekreuzigte                                                     | č. NKP: 406-2486/19 Stand des NKP: 2012-02-08 Name: SOCHA                       |
|      | Datei hochladen | Statuengruppe(sk) ObjektID: 406-2486/20         | Pod Kalváriou ul. KG: Topoľčany Konskr.Nr.:                  | Pieta;súsošie Piety                                  | Pieta                                                               | č. NKP: 406-2486/20 Stand des NKP: 2012-02-08 Name: SÚSOŠIE                     |
| BW   | Datei hochladen | Villa(sk) ObjektID: 406-10678/1                 | Pod Kalváriou ul. 145 Standort KG: Topoľčany Konskr.Nr.: 941 | Špeciálna ZŠ s internátom                            | Sonderschule mit Wohnheim                                           | č. NKP: 406-10678/1 Stand des NKP: 2012-02-08 Name: VILA                        |
| BW   | Datei hochladen | Park(sk) ObjektID: 406-10678/2                  | Pod Kalváriou ul. 145 Standort KG: Topoľčany Konskr.Nr.: 941 | park pri vile-škole                                  |                                                                     | č. NKP: 406-10678/2 Stand des NKP: 2012-02-08 Name: PARK                        |
| BW   | Datei hochladen | Villa(sk) ObjektID: 406-2485/0                  | Stummerova ul. 7 Standort KG: Topoľčany Konskr.Nr.: 325      |                                                      |                                                                     | č. NKP: 406-2485/0 Stand des NKP: 2012-02-08 Name: VILA                         |
| BW   | Datei hochladen | Wohnhaus(sk) ObjektID: 406-2536/0               | Stummerova ul. 16 Standort KG: Topoľčany Konskr.Nr.: 385     | radový+nárožný,pavlačový;Tribečské kultúrne centrum  | Kulturzentrum                                                       | č. NKP: 406-2536/0 Stand des NKP: 2012-02-08 Name: DOM BYTOVÝ                   |
| BW   | Datei hochladen | Villa(sk) ObjektID: 406-11473/1                 | Stummerova ul. 44 Standort KG: Topoľčany Konskr.Nr.: 374     | solitér;Bilikova vila                                | Villa Bilikov                                                       | č. NKP: 406-11473/1 Stand des NKP: 2012-02-08 Name: VILA                        |
| BW   | Datei hochladen | Umzäunung mit Tor(sk) ObjektID: 406-11473/2     | Stummerova ul. 44 Standort KG: Topoľčany Konskr.Nr.: 374     | tehla,kov;stĺpový plot s kovovou bránou              | Säulenzaun mit Metallgatter                                         | č. NKP: 406-11473/2 Stand des NKP: 2012-02-08 Name: OPLOTENIE S BRÁNOU          |
| ja   | Datei hochladen | Rathaus(sk) ObjektID: 406-2537/0                | Štefánikovo nám. 1 Standort KG: Topoľčany Konskr.Nr.: 1      | radová,pavlačová;Radnica                             | Reihenhaus                                                          | č. NKP: 406-2537/0 Stand des NKP: 2012-02-08 Name: RADNICA                      |
| ja   | Datei hochladen | Pfarrhof(sk) ObjektID: 406-2538/0               | Štefánikovo nám. 61 Standort KG: Topoľčany Konskr.Nr.: 34    | r.k.,radová,prejazdová;                              | Reihenhaus, Passage, römisch-katholische Pfarrei                    | č. NKP: 406-2538/0 Stand des NKP: 2012-02-08 Name: FARA                         |
| ja   | Datei hochladen | Kirche(sk) ObjektID: 406-11598/0                | Štefánikovo nám. 40 Standort KG: Topoľčany Konskr.Nr.: 23    | r.k.Nanebovzatia P.M.;farský kostol Nanebovzatia P.M | römisch-katholische Pfarrkirche Mariä Himmelfahrt                   | č. NKP: 406-11598/0 Stand des NKP: 2012-02-08 Name: KOSTOL                      |
| BW   | Datei hochladen | Bürgerhaus(sk) ObjektID: 406-10698/0            | Štúrova ul. 8 Standort KG: Topoľčany Konskr.Nr.: 228         | pavlačový,radový;                                    | Reihenhaus                                                          | č. NKP: 406-10698/0 Stand des NKP: 2012-02-08 Name: DOM MEŠTIANSKY              |
|      | Datei hochladen | Sockel(sk) ObjektID: 406-11409/1                | Broskyňová ul. KG: Veľké Bedzany Konskr.Nr.:                 | štvorboký,kamenný;                                   | dteinerner Tetraeder                                                | č. NKP: 406-11409/1 Stand des NKP: 2012-02-08 Name: PODSTAVEC                   |
|      | Datei hochladen | Statue(sk) ObjektID: 406-11409/2                | Broskyňová ul. KG: Veľké Bedzany Konskr.Nr.:                 | sv.Ján Nepomucký;socha sv.Jána Nepomuckého           | St. Johannes Nepomuk                                                | č. NKP: 406-11409/2 Stand des NKP: 2012-02-08 Name: SOCHA                       |

## Legende
Die Tabelle enthält im Einzelnen folgende Informationen:
| Foto:                    | Fotografie des Denkmals. |
| Denkmal / č. ÚZPF:       | Die Übersetzung der Bezeichnung des Denkmals, wie sie vom Slowakischen Denkmalamt (Pamiatkový úrad Slovenskej republiky) verwendet wird. Die Originalbezeichnung ist unter dem Fragezeichen angegeben. Fehlt die Übersetzung, so wird die Originalbezeichnung direkt angezeigt. Weiters ist die Objekt-Identifikationsnummer (Objekt ID) angeführt. Sie ist die offizielle, in der Slowakei eindeutige Nummer č. ÚZPF inklusive der zugehörigen Zählnummer, wie sie in den Daten des Denkmalamtes angegeben wird. Da diese nur innerhalb eines Landkreises gezählt wird, ist dessen Nummer der Denkmalnummer vorangestellt. |
| Standort:                | Wenn in der Liste vorhanden, ist die Adresse angegeben. In Klammern kann sich noch eine zusätzliche Adresse befinden, wenn es beispielsweise ein Eckhaus ist. Bei freistehenden Objekten ohne Adresse (zum Beispiel bei Bildstöcken) ist eine Adresse angegeben, die in der Nähe des Objekts liegt. Durch Aufruf des Links Standort wird die Lage des Denkmals in verschiedenen Kartenprojekten angezeigt. Darunter sind die Katastralgemeinde (KG) und, wenn vorhanden, die Konskriptionsnummer (Konskr. Nr.) angegeben.                                                                                                   |
| Offizielle Beschreibung: | Es ist die Kurzbeschreibung auf Slowakisch, wie sie in den offiziellen Listen angegeben ist, eingetragen. |
| Beschreibung:            | Kurze Angaben zum Denkmal auf Deutsch. |
| Metadaten:               | Zusätzlich werden, wenn in den persönlichen Einstellungen das Helferlein Dauerhaftes Einblenden von Metadaten aktiviert ist, ebensolche angezeigt. |

- Karte mit allen Koordinaten:
- OSM |
- WikiMap